# Джекі Робінсон
Джек Ру́звельт «Джекі» Ро́бінсон — (англ. Jack Roosevelt «Jackie» Robinson; 31 січня 1919, Кейро, Джорджія, США — 24 жовтня 1972, Стемфорд, Коннектикут, США) — американський бейсболіст, перший темношкірий гравець у Головній бейсбольній лізі в 20-у столітті. Брав участь у шести Світових серіях, одну з яких виграв у складі «Бруклін Доджерс» у 1955 році. Обирався шість разів поспіль (з 1949 по 1954) до команди всіх зірок ГБЛ. У 1947 році Робінсон став найпершим володарем трофею Новачок року ГБЛ. У 1949 отримав нагороду Найціннішого гравця Національної ліги — і став першим темношкірим, якому вдалося виграти цей приз. Ім'я Робінсона внесено до Національної зали слави бейсболу в 1962 році. У 50-річний ювілей його дебюту в лізі, 15 квітня 1997 року всі команди Головної бейсбольної ліги в знак шани досягнень спортсмена закріпили номер Робінсона («42»).
Протягом 1960-х років Робінсон брав активну участь у Русі за громадянські права. Також він став найпершим темношкірим телевізійним аналітиком в Головній бейсбольній лізі.В 1960-х Робінсон допоміг заснувати Національний банк Свободи у Гарлемі, Нью-Йорк. За досягнення поза бейсбольним майданчиком Робінсона нагороджено Президентською медаллю Свободи та Золотою медаллю Конгресу.

## Біографічні відомості

### Дитинство та юність
Джек Рузвельт народився п'ятою дитиною в багатодітній родині Робінсонів після Едґара, Френка, Мека та Віллі Мей. Батьки дали хлопчику друге ім'я, Рузвельт, на честь колишнього президента Теодора Рузвельта, який помер за 25 днів до народження Джека. Робінсони були орендаторами-половинщиками; після того як у 1920 батько залишив родину, сім'я переїхала в Пасадену, штат Каліфорнія. Робінсони жили бідно, і Джека виховувала мати. Юнаком Робінсон приєднався до місцевої злочинної ватаги, — та Джеків друг, Карл Андерсон, відмовив його займатися такими негідними справами.

### Середня школа Джона М'юра
У 1935 Робінсон закінчив початкову школу в Дакоті та перейшов на навчання в Технічний коледж ім. Джона М'юра. Тут він займався різними видами спорту: бейсболом, баскетболом, футболом та легкою атлетикою, любов до якої прищепив старший брат Меттью Робінсон. У бейсбольній команді Робінсон грав на позиціях шортстопа та кетчера, у футбольній — квотербека, а в баскетбольній — атакувального захисника. Також Джек був у складі шкільних команд з тенісу та атлетики, — і виділявся у змаганні зі стрибків в довжину.
У 1936 Робінсон переміг на щорічних Негритянських змаганнях тихоокеанського узбережжя з тенісу та був обраний до команди всіх зірок на щорічному бейсбольному турнірі в Помоні. До цієї команди увійшли майбутні члени Зали слави бейсболу — Тед Вільямс та Боб Лемон.
Наступного року Робінсон почав виступати за шкільну баскетбольну команду, а його ім'я вперше з'явилося на сторінках Пасаденської газети Pasadena Star-News.

### Пасаденський коледж
Закінчивши технічний коледж, Робінсон продовжив спортивну кар'єру в Пасаденському коледжі, займаючись бейсболом, футболом, баскетболом і легкою атлетикою. Він побив рекорди у стрибках в довжину, які встановив його брат Мек — відомий атлет та срібний призер Літніх Олімпійських ігор 1936 року.
1938 року Робінсона обрали до бейсбольної команди всіх зірок коледжів Півдня. Він також отримав нагороду Найціннішого гравця в своєму регіоні. 4 лютого 1939 року він востаннє зіграв у баскетбол за коледж.
25 січня 1938 року Робінсона заарештували за те, що намагався оскаржити арешт свого темношкірого друга поліцією. За цей вчинок Джек отримав два роки умовного покарання.

### Каліфорнійський університет

Джекі Робінсон у легкоатлетичній формі. Каліфорнійський університет. 1941 рік

1939 року Робінсон вступив до Каліфорнійського університету, де став першим студентом закладу, що отримав нагороду найактивнішого спортсмена в чотирьох видах: в баскетболі, футболі, бейсболі та легкій атлетиці. У футбольній команді університету «Бруїнз» Робінсон став четвертим афроамериканцем після Вуді Строуда, Кенні Вашингтона та Рея Бартлетта. За «Бруїнз» він грав під 28 номером. Строуд, Вашингтон і Робінсон були трьома з чотирьох квотербеків у команді, — велика рідкість у той час, через те, що дуже мало афроамериканців грали в університетському футболі. А ось у бейсболі Робінсон демонстрував найгірші результати — його середня реалізація в сезоні становила 0,097, попри те, що вже у дебютній для себе грі в чемпіонаті Робінсон відбив 4 з 4-ох та навіть двічі вкрав домашню базу.
На останньому курсі навчання в університеті Робінсон познайомився з першокурсницею і своєю майбутньою дружиною Рейчел Айсум, яка чула про досягнення Джека як спортсмена, коли той навчався ще у Пасаденському коледжі. Навесні 1941 року Робінсон залишив навчання, щоб допомогти своїй матері поліпшити фінансове становище в сім'ї. Спочатку він влаштувався помічником спортивного директора Національної молодіжної адміністрації (НМА) в Атаскадеро, штат Каліфорнія. Наприкінці 1941 року Робінсон вирушив до Гонолулу, де почав грати у напівпрофесіональній футбольній команді «Гонолулу Бієрз». У грудні 1941 він повернувся у Каліфорнію та приєднався до команди «Лос-Анджелес Бульдогс», яка грала у Футбольній лізі тихоокеанського узбережжя (в одному матчі він зустрівся зі своїм колишнім одноклубником з університетської команди, Кенні Вашингтоном, який грав на позиції раннінгбека за «Голлівуд Бієрз»).
Однак тоді японська авіація напала на Перл-Гарбор. Це стало початком війни на Тихому океані між Японією та США і завершенням футбольної кар'єри Робінсона. Наступного року його призвали до армії США.

## Військова служба

Джекі Робінсон у військовій формі. 1944 рік

Після призову у 1942 році, Робінсона одразу ж направили до кавалерійського підрозділу військової бази Форт-Райлі, що знаходиться на північному сході штату Канзас. Маючи відповідну підготовку, Робінсон та ще декілька темношкірих солдатів, подали заяви на вступ до Навчальної військової частини з підготовки офіцерів, яка знаходилась при Форт-Райлі. І попри те, що починаючи з липня 1941 року чорношкірим солдатам дозволялось вступати до Навчальної військової частини, розгляд заяв Робінсона та його колег був відкладений на 7 місяців. Завдяки допомозі чемпіона з боксу у суперважкій ваговій категорії Джо Луїса (який тоді служив у Форт-Райлі) та адвоката Трумена Ґібсона (який тоді обіймав посаду радника воєнного міністра), хлопців врешті-решт прийняли до військової частини. Після цього, Робінсон та Луїс стали друзями. В січні 1943 року, пройшовши підготовку у частині, Робінсон отримав звання молодшого лейтенанта. А вже трохи згодом, Робінсон та Айсум офіційно заручилися.
Отримавши комісійну винагороду, Робінсон прибув до військової бази Форт-Гуд, штат Техас, де приєднався до 761-го танкового батальйону «Чорні пантери». У Форт-Гуді Робінсон часто проводив вікенди, провідуючи Превелебного Карла Доуза, директора коледжу Сема Хастона, що знаходиться в Остіні, Техас, який до цього був пастором Робінсона у Об'єднаній методистській церкві Скотта, коли Джек навчався в Пасаденському коледжі.
Випадок, який стався у липні 1944 року, поклав край військовій кар'єрі Джека. Робінсон сів у армійській автобус разом із темношкірою дружиною офіцера. Попри те, що це не був сегрегований маршрут, водій автобуса, подумавши, що супутниця Робінсона біла, наказав Джеку зайняти місце в задній частині автобуса. Але Робінсон відмовився. Водій вирішив не вживати заходів самостійно, а доїхавши до кінця маршруту, одразу ж викликав військову поліцію, яка заарештувала Джека. Пізніше коли Робінсон відмовився давати свідчення щодо расистських випадів, офіцер, який проводив розслідування та його помічник передали цю справу на розгляд військового суду. Після того як Пол Бейтс, командир Робінсона в 761 батальйоні відмовився від судового розгляду справи, Бейтс перевів Робінсона 758-го танкового батальйону, де його новий командувач швидко звинуватив Джекі у численних злочинах, у тому числі за пияцтво у громадських місцях, незважаючи на той факт, що Робінсон взагалі не пив і не палив.
В той час, в серпні 1944 року військовий суд зменшив кількість звинувачень проти Робінсона двох пунктів, які полягали у нібито непокорі Робінсона в ході допиту. Робінсон був виправданий 9-ма «білими» офіцерами із суду присяжних. Попри те, що його колишній підрозділ, 761-ий танковий батальйон зрештою став найпершим підрозділом, який складався із темношкірих військових, що взяв участь у Другій світовій війні. Однак самому Робінсону, якому було заборонено залишати країну через судові розгляди, так і не вдалося взяти участь у військових діях. Після його виправдання, його перевели до табору Брекінридж, штат Кентукі, де він працював на посаді тренера з фізичної підготовки військових до листопада 1944 року, коли його було почесно демобілізовано. В той час Робінсон познайомився з колишнім гравцем «Канзас-Сіті Монаркс» із Негритянської ліги, який запропонував Джеку написати листа «Монаркс» і попроситися на оглядові тренування команди.

## Після армії
Після демобілізації деякий час грав у своїй колишній команді «Лос-Анджелес Буллдогс». Робінсону запропонували посаду спортивного директора в коледжі Сема Хастона, а потім його давній друг пастор Карл Даунс запросив до Південно-західної атлетичної конференції. В сезоні 1944—45 Робінсон очолював баскетбольну команду коледжу та прославився як найдисциплінованіший тренер.

## Бейсбольна кар'єра

### Негритянська ліга

Джекі Робінсон (справа) та Сетчел Пейдж у формі «Канзас-Сіті Монаркс»

1945 року, працюючи в коледжі Сема Хастона, Робінсон отримав листа від керівництва клубу «Канзас-Сіті Монаркс», яке вирішило запропонувати йому грати в бейсбол у професіональній Негритянській лізі. Робінсон підписав контракт на суму 400 доларів за місяць — тоді такі умови були для нього найприйнятніші. Хоча Робінсон показував дуже хорошу гру за «Монаркс», йому не подобалось те, що на відміну від розвиненої інфраструктури бейсболу в коледжах у Негритянській лізі панувала дезорганізованість, а серед гравців манія до азартних ігор. Це дуже сильно дратувало Робінсона. Щільний графік подорожей команди негативно позначився на стосунках з Айсум, з якою він був змушений спілкуватись лише листуванням. Загалом за свій перший сезон Робінсон зіграв за «Монаркс» 47 матчів на позиції шортстопа, показавши гарні результати — середню реалізацію 0,387, 5 хоум-ранів та 13 вкрадених баз. У тому самому сезоні Робінсон здобув право виступати на Матчі всіх зірок Негритянської ліги 1945.

Протягом сезону скаути Головної ліги виявляли неабиякий інтерес до Робінсона. 16 квітня 1946 року команда «Бостон Ред Сокс» провела оглядове тренування на стадіоні «Фенвей-парк» для гравців негритянських ліг, в якому взяв участь і Джекі Робінсон. Впродовж цього тренування в бік Робінсона лунали расистські випади, тому, принижений, він покинув «Фенвей-парк». Проте інші команди мали серйозніші наміри придбати темношкірого бейсболіста. Якраз тоді Бранч Рікі, президент і головний менеджер команди «Бруклін Доджерс», став стежити за грою Робінсона.

Робінсон підписує контракт із «Монреаль Роялз». 23 жовтня 1945 р.

 Зрештою Робінсон потрапив до списку найперспективніших афро-американських гравців, а потім Рікі запросив його до другої команди «Доджерс» «Монреаль Роялз». Згодом Рікі запропонував Робінсону контракт на суму 600 доларів у місяць, з єдиною умовою — Робінсон не мав реагувати на провокативні расистські образи в свій бік.
23 жовтня 1945 року Рікі офіційно оголосив про підписання Робінсоном контракту з «Роялз» на сезон 1946 р. В той ж день, в присутності представників обох клубів «Роялз» і «Доджерс», Робінсон підписав контракт із монреальською командою, який зламав бейсбольний кольоровий бар'єр — Робінсон став першим темношкірим гравцем Головної ліги в 20 столітті. Робінсон покинув «Монаркс» ще до завершення сезону та повернувся додому в Пасадену, Каліфорнія. В період міжсезоння Робінсон поїхав у тур до Південної Африки з «мандрівною» командою, а його наречена в цей час працювала медсестрою в Нью-Йорку. 10 лютого 1946 року Робінсон та Айсум одружились.

### Нижчі ліги
1946 року Робінсон прибув до Дайтони-Біч, штат Флорида на весняне тренування своєї нової команди «Монреаль Роялз», яка виступала в лізі Міжнародній лізі класу ААА (призначення класу ААА для найвищого рівня нижчих ліг було вперше застосовано в сезоні 1946). У расово-сегрегованої Флориді поява Робінсона в команді здійняла чимало галасу. Робінсона поселили не в основному готелі команди, а надали кімнату в будинку, де проживав темношкірий державний діяч. Оскільки організація «Доджерс» не мала власної спортивної споруди для весняних тренувань, «Роялз» доводилось проводити їх на невеликих місцевих стадіонах. Проте ці тренування були справжнім випробовуванням для Робінсона та Джонні Райта — іншого темношкірого гравця, якого Рікі підписав в січні 1946. У Стенфорді начальник міського управління поліції сказав Робінсону та Райту, що якщо вони і далі тренуватимуться тут, можуть виникнути неприємності, тож Робінсон був змушений повернутися в Дайтону-Біч.
Робінсон дебютував за «Роялз» 17 березня 1946 року на «Дайтона-Біч-болпарк» під час зустрічі проти «Доджерс». Тим самим Робінсон став першим афроамериканцем з 1880 року, який зіграв за команду нижчої ліги проти команди головної ліги. Протягом весняних тренувань, на яких Робінсон демонстрував дуже вдалу гру, він здобув для себе позицію гравця другої бази замість позиції шортсопа, при цьому віддаль кидків на першу базу скоротилася. Ця зміна дуже сильно позначилась на його результатах. 18 квітня 1946 року в матчі-відкритті сезону для «Роялз», він тричі успішно відбивав м'яч, один раз на хоум-ран. Робінсон почав лідирувати в Міжнародній лізі з найкращим відсотком реалізації 0,349 і найкращим відсотком філдингу 0,985, а після завершення сезону отримав титул Найціннішого гравця ліги. Попри те, як Робінсона вороже сприймали під час виїзних матчів, місцеві монреальські вболівальники дуже палко підтримували Джекі. Втім, як би не налаштовувались фанати, присутність Робінсона на полі завжди викликала ажіотаж — понад мільйон людей відвідали матчі Міжнародної ліги за участю темношкірого бейсболіста. Після завершення сезону Робінсон повернувся додому в Каліфорнію та деякий час пограв за лос-анджелеську баскетбольну команду «Лос-Анджелес Ред Девілс». 18 листопада 1946 року у Джека і Рейчел народився син — Джекі Робінсон-молодший.

### Головна ліга

#### 1947: Ламаючи кольоровий бар'єр

Джекі Робінсон у формі «Бруклін Доджерс». 1947 рік

В 1947 році, за шість днів до початку чемпіонату, Робінсон отримав запрошення приєднатись до головної команди «Бруклін Доджерс». Через те, що на позиції гравця другої бази виступав Едді Стенкі, Робінсон був змушений зайняти першу базу і на цій позиції він провів увесь перший сезон. 15 квітня 1947 року відбувся дебют Робінсона в Головній бейсбольній лізі на стадіоні «Еббетс Філд» в присутності 26,623 вболівальників (приблизно 14,000 з яких були темношкірі). Хоча Робінсону не вдалося зайняти хоча б першу базу, його команда перемогла 5-3. Робінсон став першим гравцем з 1880 року, котрому вдалося зламати бейсбольний кольоровий бар'єр.
Загалом підвищення Робінсона було сприйнято вкрай позитивно, окрім деяких періодичних спортивних видань і білих гравців ліги, котрі поставились до цього негативно. Проте в організації все рівно траплялися прояви расової сегрегації. Деякі гравці «Доджерс» натякали, що вони краще будуть сидіти на заміні, ніж грати разом із Робінсоном на полі. Кінець цим всім образам в бік Робінсона поклав менеджер команди Лео Дюрошер, заступившись за темношкірого гравця. Дюрошер сказав своїм підопічним: «Мені однаково: жовтошкірий він, чи чорношкірий — чи смугастий він як та проклята зебра. Цієї команди тут менеджер я — і кажу вам: грати він буде. Більш того, завдяки йому станемо усі ми багаті. І якщо кому-небудь із вас гроші не потрібні, я потурбуюся обміняти вас на інших.»

Над Робінсоном збиткувалися і гравці інших команд. Відомі гравці «Сент-Луїс Кардиналс» лякали його тим, що діятимуть проти нього вкрай жорстко, незважаючи на попередження президента Національної ліги Форда Фріка та комісара Головної бейсбольної ліги Хеппі Чендлера, що будь-які жорстокі дії на полі будуть каратися дискваліфікацією. Робінсон став ціллю для прояву жорстокості з боку гравців (особливо «Кардиналс») і в результаті отримав тяжку травму ноги — рана виявилася сім дюймів завдовжки.

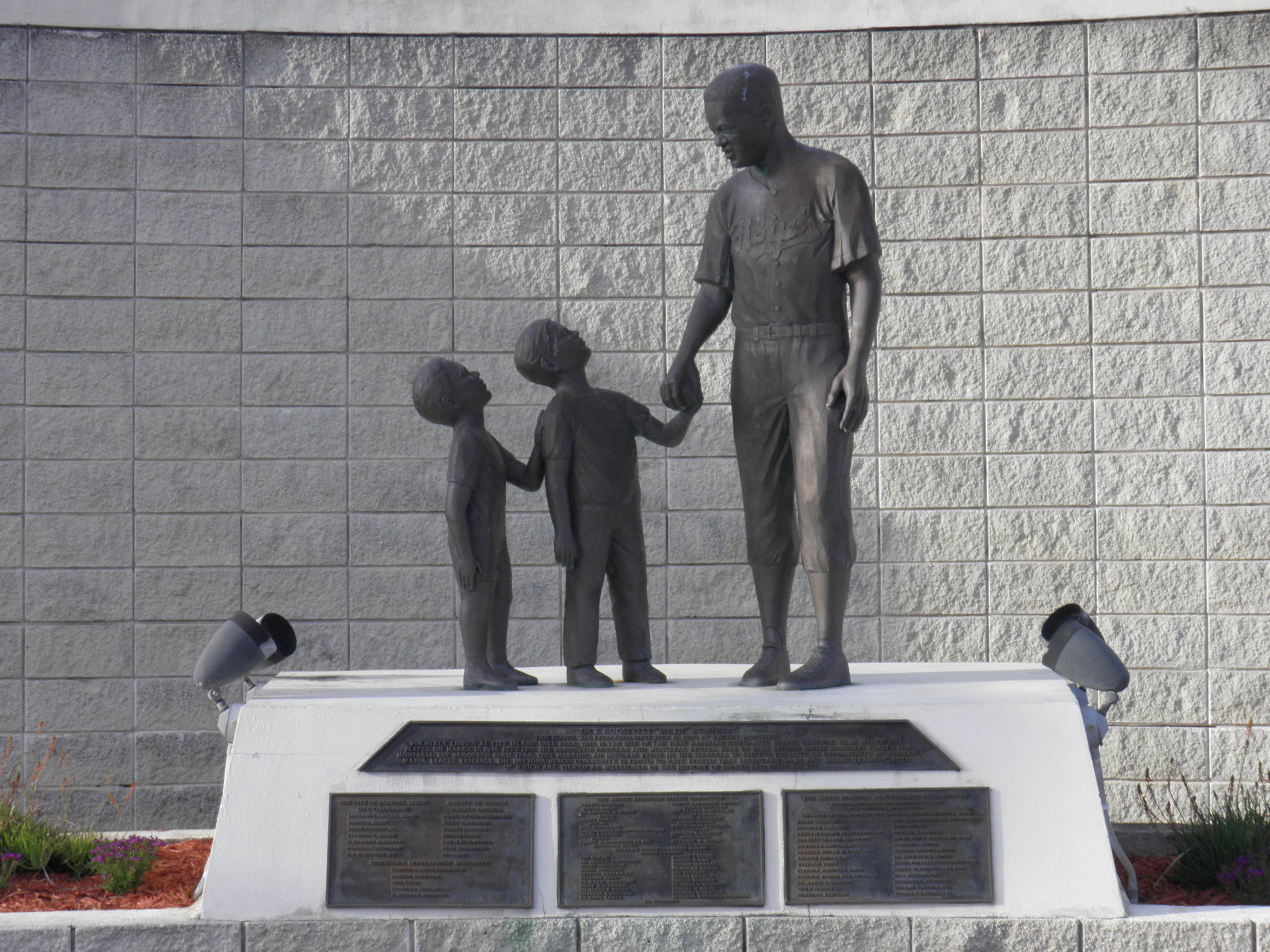
Статуя Джекі Робінсона при вході у стадіон, названий його ім'ям, Дейтона-Біч

22 квітня 1947 року під час зустрічі «Доджерс» та «Філадельфії Філліс», гравці «Філліс» з даґауту обзивали Робінсона негром і казали, щоб той повертався на бавовняні плантації.
Робінсон отримав значну моральну підтримку від деяких гравців ліги. Його одноклубник, капітан «Доджерс» Пі Ві Різ одного разу заступився за Робінсона: «Можна ненавидіти людину через різні причини. Але колір не є однією з них.»
В 1948 році в Цинциннаті перед грою проти команди «Цинциннаті Редс» Різ поклав руку на плече Робінсону, коли почув расистські вигуки місцевих фанів у бік Джека. 1 листопада 2005 року біля стадіону «КіСпен-парк» була встановлена статуя роботи скульптора Вільяма Берендса, щоб вшанувати пам'ятний епізод, коли Різ кладе руку на плече Робінсона. Єврейська зірка бейсболу Хенк Грінберг, у якого впродовж кар'єри теж були проблеми з расистами, також підтримував Робінсона. Одного разу під час гри, після зіткнення з Робінсоном на першій базі, Грінберг сказав щось на вухо Робінсону — як потім згадував Робінсон, то були слова підтримки. Грінберг порадив Робінсону, що найкращий спосіб боротися із расистськими вигуками із даґаутів — перемагати суперників на полі.
Робінсон закінчив сезон з такими показниками: 12 хоум-ранів, 29 вкрадених баз (за цим показником він став лідером ліги), із середнім показником реалізації 0,297, показником слагінгу 0,427 і 125 ранами. Завдяки таким результатам Робінсон отримав звання Новачка року Головної бейсбольної ліги (нагороди окремо для кожної Національної і Американських ліг були впроваджені лише після 1949 року). В жовтневому випуску спортивного журналу Sport Робінсон розповів, що він навіть і не сподівався, що бейсбольний кольоровий бар'єр буде зламаний ще за його життя. Він сказав: «Я думав, що для цього потрібно буде розпочати ще одну війну.»

#### 1948— 1950: MVP, Свідчення в конгресі та біографічний фільм

Перші темношкірі учасники Матчу всіх зірок (зліва направо): кетчер «Доджерс» Рой Кампанелла, аутфілдер «Індіанз» Ларрі Добі, пітчер «Доджерс» Дон Ньюкомб і гравець другої бази «Доджерс» Джекі Робінсон. Бруклін, Нью-Йорк, Нью-Йорк. 12 липня 1949 р.

Після переходу Стенкі до «Бостон Брейвз» в березні 1948 року, Робінсон зайняв позицію гравця другої бази, на якій його відсоток філдингу в тому сезоні став 0,980 (другий показник в Національній лізі після Стенкі). В тому ж сезоні Робінсон вкрав 22 бази з показником реалізації 0,296. 29 серпня 1948 року, під час матчу проти «Кардиналс», виграній «Доджерс» з рахунком 12-7, Робінсону вдалося здійснити повний цикл — він вибив хоум-ран, трипл, дабл і сингл в одній грі. В серпні 1948 «Доджерс» на деякий час очолили турнірну таблицю в Національній лізі, але в підсумку фінішували в чемпіонаті лише третіми — «Брейвз» виграли лігу, але програли «Клівленд Індіанз» у Світовій серії.
1948 року в лізі з'явилися інші темношкірі бейсболісти, а сам Робінсон уже перестав відчувати ворожість уболівальників і гравців. Ларрі Добі (який 5 липня 1947 року зламав кольоровий бар'єр в Американській лізі) і Сетчел Пейдж грали за «Клівленд Індіанз», а лави команди «Доджерс» поповнили ще три темношкірі гравці. В лютому 1948 Робінсон підписав контракт з «Доджерс» на суму в 12,500 доларів. В період міжсезоння Робінсону прооперували праву гомілку. Через пов'язану з травмою вимушену перерву в чемпіонаті, Робінсон набрав 30 фунтів зайвої ваги, але скинув її вже після завершення весняних тренувань.

Джекі Робінсон тримає нагороду Найціннішого гравця Національної ліги. Бруклін, Нью-Йорк, Нью-Йорк. 7 липня 1950 р.

Навесні 1949 Робінсон звернувся по допомогу до Джорджа Сіслера, номінанта до бейсбольної Зали слави, який працював консультантом менеджера в «Доджерс», щоб поліпшити свою гру бетера. За порадою Сіслера, Робінсон проводив години з битою, тренуючись відбивати м'ячі в правий аутфілд. Працюючи з Робінсоном, Сіслер передусім зосередився на швидких подачах (фастболах), а не на кручених (кервболах), вважаючи, що саме до повільніших кручених подач прилаштуватись легше. В результаті показник реалізації Робінсона поліпшився з 0,296 до 0,342, а в лізі він фінішував другим за кількістю набраних даблів і триплів. Із прекрасними результатами — показником реалізації 0,342 і 37-ма вкраденими базами, за підсумками сезону Робінсон отримав звання Найціннішого гравця Національної ліги. Бейсбольні вболівальники проголосували за те, щоб Робінсон узяв участь у Матчі всіх зірок Головної бейсбольної ліги як стартовий гравець другої бази — це був перший Матч всіх зірок за участю темношкірих гравців в історії бейсболу.
Того ж року джазовий музикант Бадді Джонсон написав пісню «Did You See Jackie Robinson Hit That Ball?» (укр. «Чи бачив ти як Джекі Робінсон відбив той м'яч?»), яка посіла 13 місце в хіт-параді; згодом Каунт Бейсі записав найвідомішу версію пісні. Зрештою «Доджерс» виграли Національну лігу, але програли «Нью-Йорк Янкіз» в Світовій серії.
В липні 1949 Робінсона викликали давати свідчення в комісії з розслідування антиамериканської діяльності при Палаті представників щодо висловлювань афроамериканського атлета і актора Пола Роубсона. Робінсон неохоче погодився, бо вирішив, що відмова може негативно позначитись на його кар'єрі.
13 січня 1950 року у Джекі і Рейчел народилась донька, яку вони назвали Шерон. 1950 року Робінсон очолив Національну лігу за кількістю дабл-плеїв — 133, а згодом почав отримувати найвищу зарплатню в своїй команді — 35 тис. доларів. Той сезон Робінсон закінчив з такими показниками: показник реалізації 0,328, 99 ранів і 12 вкрадених баз. 1950 року вийшов біографічний фільм «Історія Джекі Робінсона», в якому Робінсон зіграв самого себе, а роль його дружини Рейчел Робінсон зіграла Рубі Ді. Тоді ж газета The New York Times написала про Робінсона: «Граючи самого себе в головній ролі, Робінсону вдалося настільки талановито передати емоційний спокій і холоднокровність, яким б позаздрила будь-яка голлівудська зірка.»
1950 року менеджер «Доджерс» Бранч Рікі, який придбав Робінсона, пішов з команди, очоливши «Піттсбург Пайретс». Робінсон дуже засмутився такими змінами в клубі і написав листа Рікі, якого вважав найважливішою людиною в своїй кар'єрі, в якому йшлося: «Щоб не сталося зі мною в майбутньому, я ніколи не забуду того, що ви зробили для мене, і повірте мені, я це дуже ціную.»

#### 1951— 1953: Чемпіонські перегони

Одноклубники вітають Робінсона з вибитим хоум-раном в другому матчі плей-оф проти «Джаєнтс». Бруклін, Нью-Йорк, Нью-Йорк. 2 жовтня 1951 р.

1951 року Робінсон другий рік поспіль очолив Національну лігу за кількістю дабл-плеїв — 137. Завдяки прекрасними результатам Робінсона, «Доджерс» до останнього не здавались і сподівались виграти лігу. В останній зустрічі регулярного чемпіонату проти команди «Філадельфія Філліс» Робінсон не тільки вдало зіграв у захисті і врятув «Доджерс» від поразки в 12-у іннінзі, а й навіть зумів у 14-му вибити вирішальний переможний хоум-ран. За правилами того часу за вихід у Світову серію команда була змушена зіграти плей-оф із трьох матчів проти «Нью-Йорк Джаєнтс».
Незважаючи на героїчні досягнення Робінсона в регулярному чемпіонаті, «Доджерс» програли плей-оф. 3 жовтня 1951 року шотландський аутфілдер «Джаєнтс» Боббі Томсон вибив переможний хоум-ран, відомий як удар, який почув увесь світ. Коли команди вже покидали поле, пригнічений Робінсон все ж обійшов усі бази й переконався, що Томсон справді наступив на кожну з них. Спортивний коментатор «Доджерс» Він Скаллі пізніше охарактеризував цей епізод, сказавши, що «Робінсон завжди був справжнім борцем на полі». Робінсон фінішував у чемпіонаті з 106 ранами і 25 вкраденими базами та показником реалізації 0,335.
14 травня 1952 року народилася третя дитина в сім'ї Робінсонів — Девід. В сезоні 1952 Робінсон закінчив чемпіонат з 104 ранами і 24 вкраденими базами при відсотку реалізації 0,308. В 1952 він встановив свій рекордний показник досягнення баз за кар'єру — 0,436. В цьому сезоні «Доджерс» сильно додали в своїй грі і виграли Національну лігу. «Доджерс» дійшли до фіналу плей-оф, де у вирішальній сьомій зустрічі Світової серії поступились «Нью-Йорк Янкіз». Сезон 1952 року став останнім для Робінсона як стартового гравця другої бази — його позицію зайняв інший темношкірий гравець Джим Джильям. Робінсон став грати на різних позиціях, інколи навіть як аутфілдер. Робінсон вирішив спробувати себе як менеджера і очолити команду Головної ліги. Щоб набратися досвіду, він сподівався очолити якусь із команд Пуерториканської бейсбольної ліги, проте комісар Головної ліги Хеппі Чендлер відхилив прохання Робінсона залишити лігу. 1952 року Робінсон відкрив власний магазин одягу в Гарлемі, Нью-Йорк.
В сезоні 1953 Робінсон зробив 109 ранів і вкрав 17 баз при середній реалізації 0,329. «Доджерс», як і торік, виграли Національну лігу, але програли Світову серію тим ж «Янкіз» (цього разу в шести зустрічах). Того ж року він став редактором спортивного журналу Our Sports, який в основному писав про проблеми темношкірих спортсменів. Також Робінсон відкрито критикував расово-сегреговані готелі і ресторани, які належали організації «Доджерс».

#### 1954—1956: Перемога в Світовій серії та завершення кар'єри

«Доджерс» святкують перемогу в Світовій серії, перегравши у вирішальному матчі № 7 команду «Янкіз» з рахунком 2-0. Бруклін, Нью-Йорк, Нью-Йорк. 4 жовтня 1955 р.

У сезоні 1954 року Робінсон показав такі результати: 62 рани й 7 вкрадених баз при показнику відбивання 0,311. Найкраще Робінсон зіграв 17 квітня, вибивши 2 хоум-рани і 2 дабли. Через рік Робінсон виграв свою єдину Світову серію, коли його «Доджерс» здолали у фіналі «Янкіз». Хоча команда святкувала свій найбільший успіх, Робінсон провів найгірший сезон у кар'єрі: показник відбивання знизився до 0,256, а вкрасти йому вдалося лише 12 баз. Весь сезон Робінсон грав в основному як аутфілдер або на третій базі, бо на другій базі впевнену гру показував Джим Джильям. 37-річний Робінсон пропустив 49 матчів регулярного чемпіонату і не зміг узяти участь у сьомому поєдинку Світової серії. Він пропустив цю гру, бо менеджер «Доджерс» Волтер Олстон вирішив задіяти Джильяма на другій базі, а Дона Хоука на третій. В цьому ж сезоні пітчер «Доджерс» Дон Ньюкомб став першим темношкірим пітчером у Головній лізі, якому вдалося здобути 20 перемог.
За сезон 1956 року Робінсон заробив 61 ран, 12 разів украв базу при середній реалізації 0,275. В цей час здоров'я спортсмена погіршилось, у нього з'явилися перші симптоми цукрового діабету. Через хворобу він став думати про завершення кар'єри гравця. В кінці сезону керівництво «Доджерс» обміняло Робінсона до свого найзапеклішого суперника «Нью-Йорк Джаєнтс» на Діка Літтлфілда і 35,000 доларів. Втім сам обмін не відбувся; не порадившись з керівництвом клубу, Робінсон уклав угоду з президентом мережі ресторанів Chock full o'Nuts, що завершить виступи у бейсболі та стане одним з керівників компанії. Оскільки два роки тому Робінсон продав права на ексклюзивне інтерв'ю про завершення своєї кар'єри журналу Look, тому про рішення Джекі піти зі спорту першим повідомив журнал, а не організація клубу «Доджерс». 3 січня 1957 року 37-річний Робінсон офіційно оголосив про завершення кар'єри гравця.

### Бейсбольна спадщина
Дебют Робінсона в Головній лізі поклав край майже 60-річній бейсбольній сегрегації, також відомій як бейсбольний кольоровий бар'єр. Розпочавши бейсбольну кар'єру у 28-річному віці, Робінсон провів 10 сезонів, і всі у команді «Бруклін Доджерс». Впродовж кар'єри, його команда шість разів брала участь у Світових серіях, а сам Робінсон був учасником 6-ти Матчів всіх зірок. 1999 року Робінсона включили до символічної Команди століття Головної бейсбольної ліги.

Загалом вважається, що кар'єра Робінсона стала початком нової ери в бейсболі, ери, що прийшла на заміну епосі довгих м'ячів. В нові часи гра, яка раніше більше покладалася на сильні удари, поступилася збалансованішій тактиці в атаці, в якій завдяки швидкості ніг, рани зароблялися за допомогою агресивного перебігання між базами. Робінсон володів дуже сильним ударом і чудовою швидкістю. Він заробив понад сто ранів лише в шести із десяти своїх сезонів (110 ранів з 1947 до 1953). Інші важливі статистичні показники за кар'єру: середній показник реалізації 0,311, показник досягнення баз 0,409, показник слагінгу 0,474, а також Робінсон здійснив більше воків, ніж отримав страйк-аутів (740 із 291). Робінсон був єдиним гравцем в період з 1947 по 1953 роки, якому вдалося вкрасти найбільшу кількість баз — 123, із показником слагінгу 0,425. Загалом за кар'єру Робінсон вкрав 197 баз із 227 спроб, маючи 87 відсотків успішності. За кар'єру Робінсону вдалося 19 разів вкрасти домашню базу, що є одним із найважчих елементів бейсболу і потребує неабиякої майстерності. 
Робінсон
 Журналіст і письменник Девід Фолкнер охарактеризував Робінсона як батька сучасного крадежу баз.
Аналіз бейсбольної статистики свідчить, що Робінсон упродовж своєї кар'єри був одним із найкращих філдерів, постійно демонструючи чудові результати, незалежно від позиції, на якій грав. Відігравши дебютний сезон у лізі на першій базі, Робінсон провів усі інші сезони гравцем другої бази. Він двічі, в сезонах 1950 і 1951, очолював лігу за показником філдингу серед гравців другої бази. В останні роки кар'єри Робінсон зіграв приблизно 2000 інінґів на третій базі і приблизно 1175 в аутфілді.
Якось Робінсон сказав: Мене не цікавить те, чи подобаюсь я Вам чи ні. … єдине про що я Вас прохаю — поважайте мене як людину.

## Життя поза бейсболом

Джекі Робінсон тримає меморіальну дошку члена Національної зали слави бейсболу. Куперстаун, Нью-Йорк, 23 липня 1962 р.

5 січня 1957 року Робінсон офіційно оголосив про завершення бейсбольної кар'єри. 1962 року, коли Робінсон отримав право бути обраним до Національної зали слави бейсболу, він закликав виборців оцінити його здобутки та досягнення на бейсбольному майданчику і не звертати уваги на його культурний вплив на гру. 23 липня 1962 року Робінсон став першим афро-американським гравцем, обраним до зали слави.
1965 року Робінсон став першим темношкірим спортивним аналітиком у Головній бейсбольній лізі, влаштувавшись на каналі ABC, він коментував Матч тижня Головної бейсбольної ліги. 4 червня 1972 року керівництво організації «Доджерс» закріпило номер Робінсона («42»), разом із номерами Роя Кампанелли («42») і Сенді Куфакса («42»). У 1957—1964 роках Робінсон обіймав посаду віце-президента мережі ресторанів Chock full o'Nuts, ставши першим темношкірим віце-президентом Американського акціонерного товариства. Свою комерційну діяльність Робінсон вважав поштовхом і прогресом для афроамериканців у торгівлі та промисловості. 1957 року Робінсона призначили на керівну посаду у фонді Національної асоціації сприяння прогресу кольорового населення (NAACP) Freedom Fund Drive. Він пропрацював у цій організації до 1967. 1964 року разом із гарлемським бізнесменом Данбаром Маклоріном Робінсон заснував Національний банк Свободи — комерційний банк у Гарлемі і став першим головою цієї установи. 1970 року він заснував будівельну компанію, щоб забезпечувати житлом сім'ї із низьким доходом.

Після завершення кар'єри бейсболіста Робінсон вів активну політичну діяльність. Він був республіканцем і мав консервативні погляди на деякі закони, в тому числі війну у В'єтнамі (одного разу написав листа Мартіну Лютеру Кінгу, щоб захистити військову політику адміністрації Джонсона).

Мартін Лютер Кінг і Джекі Робінсон перед початком прес-конференції. Нью-Йорк, 19 вересня 1962 р.

 Втім Робінсон не боявся суперечити поглядам партії. Голосуючи за Річарда Ніксона на президентських виборах 1960 року, Робінсон потім хвалив позицію Джона Ф. Кеннеді щодо громадянських прав. Пізніше Робінсон підтримував Хуберта Хамфрі проти Ніксона в 1968 році. 1964 року Робінсон був одним із шести директорів президентської кампанії Нельсона Рокфеллера від республіканської партії, а згодом став головним асистентом з питань місцевого самоврядування після переобрання Рокфеллера губернатором штату Нью-Йорк в 1966 році.
14 жовтня 1972 року Робінсон востаннє з'явився на публіці — йому доручили кинути першу символічну подачу перед другою грою Світової серії. Робінсон із вдячністю прийняв почесну меморальну тарілку, яка вшановує 25-у річницю його дебюту в ГБЛ і прокоментував: «Я буду ще більш задоволеним і гордим, коли одного дня погляну на тренерську лінію біля третьої бази і побачу там темношкірого тренера.»
Мрія Робінсона здійснилася незадовго після його смерті: в сезоні 1974 року менеджером команди «Клівленд Індіанз» був призначений майбутній член Зали слави — Френк Робінсон (родичем Джекі він не був). Проте, незважаючи на досягнення двох Робінсонів, після 1970 року афроамериканців у Головній бейсбольній лізі поменшало.

## Сім'я і смерть

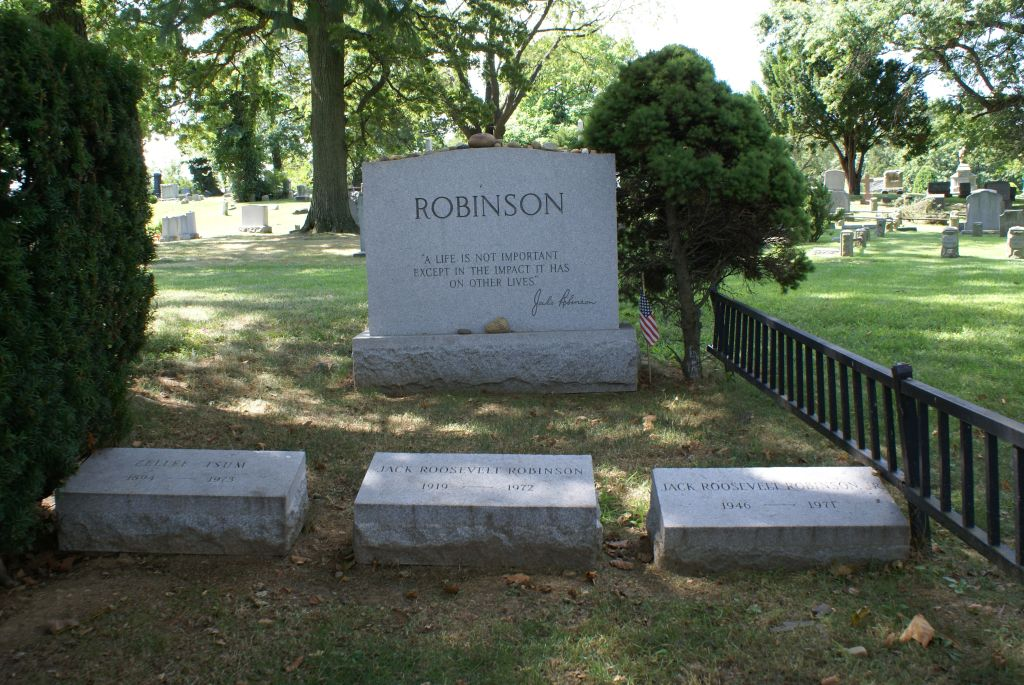
Могила Джекі Робінсона, цвинтар Сайпресс-Хіллз, Бруклін

Після того як Джекі Робінсон завершив бейсбольну кар'єру, його дружина Рейчел Робінсон вирішила зробити кар'єру зі спеціальності «академічна медсестринська справа»: стала асистент-професором у Єльській вищій школі для медсестер (англ. Yale School of Nursing) і директором медсестерського відділу в Коннектикутській психлікарні (англ. Connecticut Mental Health Center). Також вона була членом ради директорів Національного банку Свободи до його закриття в 1990 році.
Старший син бейсболіста, Джек Робінсон-молодший, з дитинства страждав від психічних розладів — і в ранньому віці відвідував спецшколу. Вступивши до армії у пошуках дисциплінованого оточення, він згодом брав участь у В'єтнамській війні: його поранено 19 листопада 1965 року під час воєнних дій. Після демобілізації у нього виникли проблеми з наркотичною залежністю; проте він удало пройшов курс лікування в Дейтоп-Вілидж Сеймур — і згодом влаштувався радником у цій організації. 17 червня 1971 року Джек Робінсон-молодший загинув в автокатастрофі.
Джек Робінсон-старший не надовго пережив сина: його здоров'я сильно погіршилось через хворобу серця і діабет, унаслідок якого у зрілому віці майже осліп. Він помер на 53-му році життя у своєму будинку в Стемфорді від інфаркту. Бейсболіста поховали в Брукліні біля його сина Джекі на цвинтарі Сайпресс-Хіллз, на віддалі півтори милі від паркової автомагістралі ім. Джекі Робінсона.
Після смерті чоловіка Рейчел заснувала Фонд Джекі Робінсона, яким продовжує керувати понині.
Дочка Робінсона, Шерон — акушерка, педагог, директор навчальної програми для Головної бейсбольної ліги. Вона є автором двох книг про покійного батька.
Наймолодший син Девід — батько багатодітної сім'ї з десяти дітей. Він власник плантації у Танзанії, де вирощує каву, громадський діяч.

## Нагороди і досягнення
За даними опитування громадської думки 1947 року Робінсон зайняв друге місце в списку найпопулярніших громадян США, після Бінга Кросбі. У 1999 році Робінсон увійшов у Список 100 найвпливовіших людей 20 століття за версією журналу Time. У додатку в 1999 Робінсон посів 44 місце в списку 100 найкращих бейсболістів за версією журналу Sporting News і, набравши найбільшу кількість голосів серед гравців другої бази, його включено до символічної Команди століття Головної бейсбольної ліги. Бейсбольний письменник і журналіст Білл Джеймс у своїй книзі «The New Bill James Historical Baseball Abstract» помістив Робінсона на 32 місце у списку найкращих бейсболістів усіх часів, зважаючи на його гарні результати, а також на те, що він впродовж своєї бейсбольної кар'єри завжди знаходився на високому рівні.
У 1984 ім'я Робінсона внесено до Зали слави атлетики Каліфорнійського університету, а вже в 2002 учений Молефі Кете Асанте включив Робінсона у список 100 великих афроамериканців. Також на честь Робінсона поштова служба США випустила три різні марки із зображенням бейсболіста: у 1982, 1999 і 2000 роках. 20-ти центова марка, яка вийшла 2 серпня 1982 року перед десятою річницею смерті Робінсона, стала першою маркою США із зображенням бейсболіста.
|                                                            |  |                                                            |  |                                                            |  |
| Джекі Робінсон на 20-центовій поштовій марці США, 1982 рік |  | Джекі Робінсон на 33-центовій поштовій марці США, 1999 рік |  | Джекі Робінсон на 33-центовій поштовій марці США, 2000 рік |  |

В місті Пасадена, в районі Бруксайд-парк неподалік від стадіону «Роуз Боул», знаходиться бейсбольний майданчик ім. Джекі Робінсона. Пасаденський відділ суспільної служби завідує Центром ім. Джекі Робінсона (англ. Jackie Robinson Center), у котрому займаються діагнозом діабету в ранніх стадіях серед ширшого населення. В 1997 році в Пасадені на Графілд-авеню була встановлена скульптура роботи Ральфа Хелміка, Стю Шектера і Джона Ауттербриджа — 9-ти футові бюсти Джекі Робінсона і його брата Мека коштовністю в 325,000 доларів.
В 1987 році нагорода Новачок року ГБЛ в обох Національній і Американській лігах була перейменована в Нагороду ім. Джекі Робінсона, на честь її першого володаря (нагорода, яку отримав Робінсон в 1947 році тоді вручалась найкращому гравцю обох ліг). 15 квітня 1997 року, номер Робінсона («42») був закріплений усіма командами Головної бейсбольної ліги і тепер жоден гравець в жодній команді ліги не зможе грати під цим номером. Церемонія закріплення номера пройшла на стадіоні «Ши Стедіум» в день 50 річниці дебюту Робінсона за «Доджерс» у лізі. Лише декільком гравцям, а саме аутфілдеру «Метс» Батчу Хаскі і гравцю першої бази «Ред Сокс» Мо Вону дозволили грати далі з номером («42»). Пітчер «Янкіз» Маріано Рівера став останнім гравцем ліги, який мав номер («42») на своїй формі.
Як виняток політики закріплених номерів, нещодавно Головна бейсбольна ліга почала вшановувати Робінсона, дозволяючи гравцям носити номер («42») 15 квітня, в День Джекі Робінсона. У 2007 році, в день 60 річниці дебюту Робінсона в лізі, Головна бейсбольна ліга попросила усіх гравців одягти форму із номером («42») в День Джекі Робінсона. Це була ідея аутфілдера «Редс» Кена Гріффі, мл., котрий попросив дозволу у Рейчел Робінсон одягти форму із номером. Коли дружина Робінсона погодилась, комісар ліги Бад Селіг не тільки дозволив Гріффі зіграти під цим номером, а також розіслав запрошення гравцям усіх команд ліги вчинити те ж саме. Зрештою більш ніж 200 бейсболістів одягли форму із номером («42»), включаючи усіх гравців у складах команд «Лос-Анджелес Доджерс», «Нью-Йорк Метс», «Х'юстон Астрос», «Філадельфія Філліс», «Сент-Луїс Кардиналс», «Мілвокі Брюерс» і «Піттсбург Пайретс». Вшанування продовжилось і в 2008 році, коли 16 квітня всі гравці команд «Нью-Йокр Метс», «Сент-Луїс Кардиналс», «Вашингтон Нешналс» і «Тампа-Бей Рейс» одягли номер Робінсона. 15 червня 2008 року, Національна бейсбольна ліга встановила нову меморіальну дошку Джекі Робінсона в Національній залі слави бейсболу, вшановуючи його досягнення поза бейсбольним майданчиком. 15 квітня 2009 року номер Робінсона носили всі гравці, менеджери, тренери і ампайри ліги.

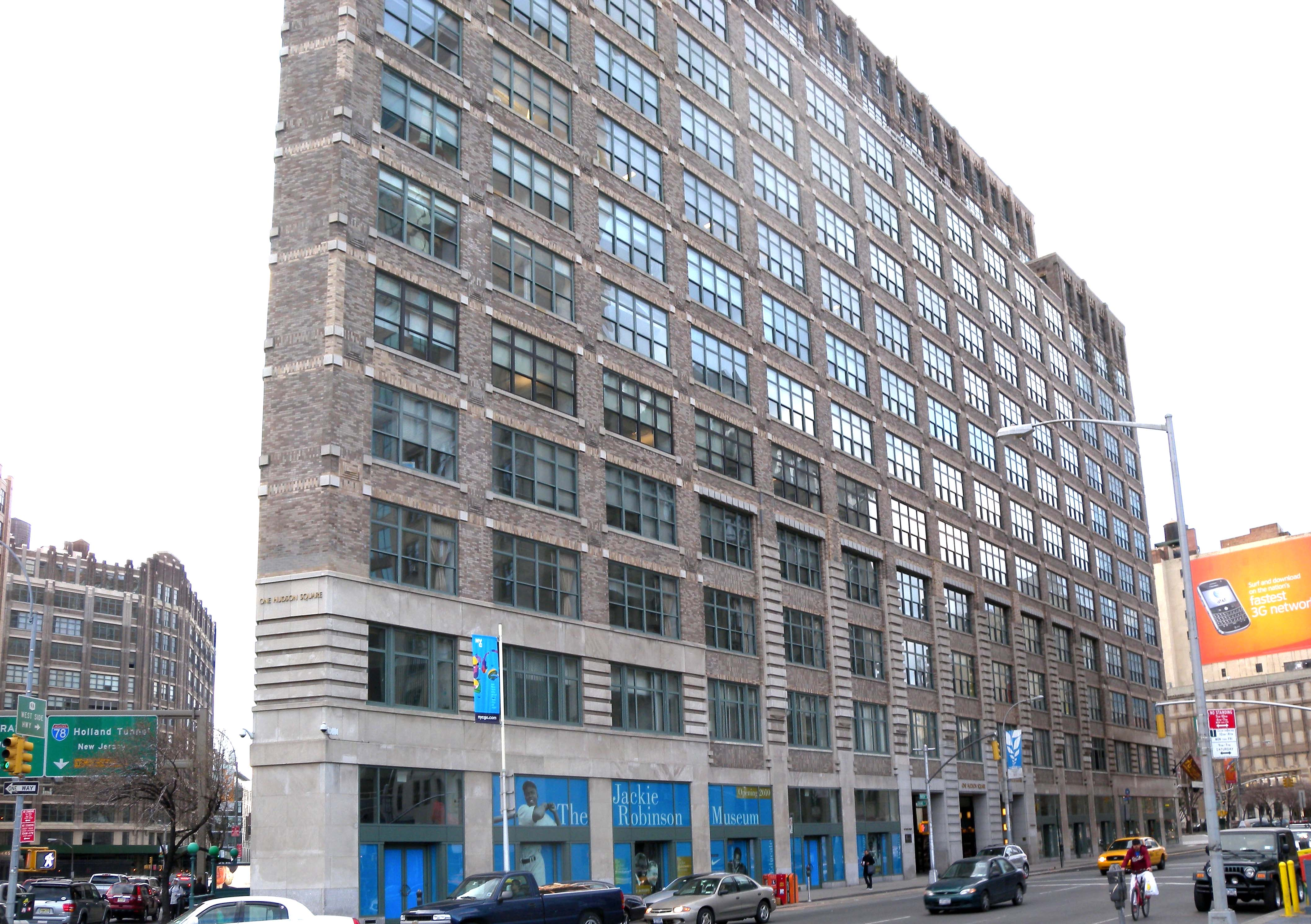
Майбутній музей Джекі Робінсона в Мангеттені

В листопаді 2006 року стало відомо, що вхід до нового бейсбольного стадіону «Метс», «Сіті Філд», буде зроблений за зразком старого стадіону «Доджерс» «Еббетс Філд» і буде названий ротондою ім. Джекі Робінсона. Ротонда була присвячена Робінсону в день відкриття стадіону «Сіті Філд» 16 квітня 2009 року. Власник «Метс» Фред Вілпон пообіцяв, що спільними зусиллями Citigroup і Фонду Джекі Робінсона, «Метс» збудують музей ім. Джекі Робінсона в Нижньому Мангеттені.

Робінсон також був вшанований за свою діяльність поза бейсболом. В грудні 1956 року Національна асоціація сприяння прогресу кольорового населення (NAACP) нагородила Робінсона медаллю Спрінгана, яка щорічно вручається темношкірому американцю як визнання його заслуг перед своїм народом. 26 березня 1984 року 40-й президент США Рональд Рейган посмертно нагородив Робінсона Президентською медаллю Свободи. 29 жовтня 2003 року Робінсона було нагороджено Золотою медаллю Конгресу. Нагороду прийняла його дружина під час урочистої церемонії, яка відбулась в Капітолії 2 березня 2005 року. 
Джекі Робінсон став другим бейсболістом в історії після Роберто Клементе, удостоєним цієї нагороди. 20 серпня 2007 року губернатор штату Каліфорнія Арнольд Шварценеггер і його дружина Марія Шрівер оголосили про внесення імені Робінсона до Зали слави Каліфорнії, що знаходиться в Сакраменто.
На честь Робінсона назвали чимало споруд. Бейсбольна команда Каліфорнійського університету «Бруїнз» проводить матчі на стадіоні ім. Джекі Робінсона, біля якого тепер стоїть меморіальна статуя бейсболіста роботи Річарда Елліса, встановлена зусиллями його брата Мека. Стадіон у Дайтоні-Біч, Флорида, на якому «Доджерс» проводили весняні тренування, 1989 року перейменовано на болпарк ім. Джекі Робінсона. Система середніх шкіл Нью-Йорка назвали середні класи ім. Джекі Робінсона, а лос-анджелеська Середня школа ім. Дорсі назвала свій футбольний стадіон на честь Робінсона. Початкові школи Чикаго, Іллінойс і Лонг-Біч, Каліфорнія названі на честь Джекі Робінсона. 1976 року його будинок в Брукліні, Будинок Джекі Робінсона, занесено до списку Національних історичних пам'яток. На честь Робінсона також названий астероїд 4319 Jackierobinson.

## Статистика
| Сезон  | Команда     | М    | Б    | Р    | Х    | 2Б  | 3Б | ХР  | ЗР  | ВБ  | УВ | В   | СА  | СЕР  | ПЗБ  | ПСВ  | КБ   | ЖП  | ЖМ | НВ  | ВМ | ДП  | Пом |
| ------ | ----------- | ---- | ---- | ---- | ---- | --- | -- | --- | --- | --- | -- | --- | --- | ---- | ---- | ---- | ---- | --- | -- | --- | -- | --- | --- |
| 1945   | Канзас-Сіті | 47   | 163  | 36   | 63   | 14  | 4  | 5   | 23  | 13  |    |     |     | .387 |      |      |      |     |    |     |    |     |     |
| 1946   | Монреаль    | 124  | 444  | 113  | 155  | 25  | 8  | 3   | 66  | 40  |    | 92  | 27  | .349 |      |      |      |     |    |     |    |     | 10  |
| 1947   | Бруклін     | 151  | 590  | 125  | 175  | 31  | 5  | 12  | 48  | 29  | 0  | 74  | 36  | .297 | .383 | .427 | 252  | 28  |    |     | 9  | 5   | 16  |
| 1948   | Бруклін     | 147  | 574  | 108  | 170  | 38  | 8  | 12  | 85  | 22  | 0  | 57  | 37  | .296 | .367 | .453 | 260  | 8   |    |     | 7  | 7   | 15  |
| 1949   | Бруклін     | 156  | 593  | 122  | 203  | 38  | 12 | 16  | 124 | 37  | 0  | 86  | 27  | .342 | .432 | .528 | 313  | 17  |    |     | 8  | 22  | 16  |
| 1950   | Бруклін     | 144  | 518  | 99   | 170  | 39  | 4  | 14  | 81  | 12  | 0  | 80  | 24  | .328 | .423 | .500 | 259  | 10  |    |     | 5  | 11  | 11  |
| 1951   | Бруклін     | 153  | 548  | 106  | 185  | 33  | 7  | 19  | 88  | 25  | 8  | 79  | 27  | .338 | .429 | .527 | 289  | 6   |    |     | 9  | 10  | 7   |
| 1952   | Бруклін     | 149  | 510  | 104  | 157  | 17  | 3  | 19  | 75  | 24  | 7  | 106 | 40  | .308 | .440 | .465 | 237  | 6   |    |     | 14 | 16  | 20  |
| 1953   | Бруклін     | 136  | 484  | 109  | 159  | 34  | 7  | 12  | 95  | 17  | 4  | 74  | 30  | .329 | .425 | .502 | 243  | 9   |    |     | 7  | 12  | 6   |
| 1954   | Бруклін     | 124  | 386  | 62   | 120  | 22  | 4  | 15  | 59  | 7   | 3  | 63  | 20  | .311 | .413 | .505 | 195  | 5   | 4* |     | 7  | 13  | 7   |
| 1955   | Бруклін     | 105  | 317  | 51   | 81   | 6   | 2  | 8   | 36  | 12  | 3  | 61  | 18  | .256 | .378 | .363 | 115  | 6   | 3  | 5** | 3  | 8   | 10  |
| 1956   | Бруклін     | 117  | 357  | 61   | 98   | 15  | 2  | 10  | 43  | 12  | 5  | 60  | 32  | .275 | .382 | .412 | 147  | 9   | 2  | 2   | 3  | 9   | 9   |
| Всього | Бруклін     | 1382 | 4877 | 947  | 1518 | 273 | 54 | 137 | 734 | 197 | 30 | 740 | 291 | .311 | .409 | .474 | 2310 | 104 | 9  | 7   | 72 | 113 | 107 |
|        | Кар'єра     | 1553 | 5494 | 1096 | 1736 | 342 | 67 | 161 | 867 | 248 |    | 832 | 318 | .316 |      |      |      |     |    |     |    |     | 117 |

Джерела:
(*) Примітка: статистичний показник жертва-метелик не використовувався в головній бейсбольній лізі у 1940—1953 роках. Будь-яку жертву-метелик Робінсона до 1954 року записано як жертву-підставку.
(**) Примітка: Статистичний показник навмисний вок (IBB) стали використовувати лише з 1955 року. Будь-який навмисний вок щодо Робінсона до 1955 року записано як вок.